# Церква Різдва Пресвятої Богородиці (Кременець)
Церква Різдва Пресвятої Богородиці в Кременці — парафія і храм греко-католицької громади Збаразького деканату Тернопільсько-Зборівської архієпархії Української греко-католицької церкви в місті Кременець Тернопільського району Тернопільської области.

## Історія церкви
Через репресії російського царизму у 1827—1839 роках, УГКЦ понад 160 років не могла існувати на теренах Волині. Лише у 1998 році в Кременці було засновано греко-католицьку парафію, яка спочатку належала до Зборівської, а з 2000 року — до Тернопільсько-Зборівської єпархії. У квітні 2001 року з металевого вагончика за допомогою братів-семінаристів Тернопільської вищої духовної семінарії облаштували тимчасову каплицю, яку освятив владика Михаїл Сабрига 2 вересня 2001 року.
Будівництво самої церкви тривало з 2002 до 2005 року. Храм був збудований за кошти благодійної організації «Церква в потребі», а також пожертв вірних. Архітектором був Михайло Нетриб'як, а розпис святилища виконав Микола Осіпчук. 30 жовтня 2005 року новозбудовану церкву освятив владика Михаїл Сабрига.
Парафію з єпископськими візитаціями відвідували: владика Михаїл Сабрига у 2001 та 2005 роках, владика Василій Семенюк у 2006 та 2011 роках. 29 серпня 2008 року парафію також відвідав єпископ Доменіко Кальканьо, Президент Адміністрації церковного майна держави Ватикан. У церкві зберігаються мощі священномученика Йосафата Кунцевича. На парафії діють Марійська і Вівтарна дружини, а також спільнота «Матері в молитві».
На території парафії встановлена фігура Матері Божої.

## Парохи
- о. Андрій Степанюк (1998—2001),
- о. Йосип Мандро (з березня 2001).